# Piazza Sempione
Piazza Sempione è una piazza carrabile di Roma, situata nel quartiere Monte Sacro, nel territorio del Municipio III.

## Origini del nome
La denominazione di "Piazza Sempione", dedicata al passo del Sempione tra le Alpi Pennine e le Alpi Lepontine in linea con la toponomastica locale, apparve per la prima volta nella seduta pubblica del Consiglio comunale del 16 dicembre 1921, che la inserì tra le denominazioni in attesa di essere assegnate nel costruendo quartiere della Città Giardino Aniene. Apparve per la prima volta nel Dizionario toponomastico della Città di Roma del 1938.

## Storia
La piazza fu realizzata nell'ambito del progetto "Città Giardino Aniene" di Gustavo Giovannoni nel corso degli anni 1920 come centro amministrativo e culturale del neonato quartiere. Essa infatti ospitò da subito il complesso edilizio che era sede della delegazione comunale (successivamente del governatorato), di diverse botteghe, di una scuola e degli uffici postali e telegrafici. Oltre ad essi fu progettata, sempre da Giovannoni, anche la chiesa dei Santi Angeli Custodi, in ricordo dell'omonima chiesa di via del Tritone demolita nell'ambito dei lavori per l'allargamento della strada sul finire degli anni '20.
Nel 1948 fu posta al centro della piazza una statua ritraente la Madonna della Misericordia, la patrona del quartiere.

## Nella cultura di massa
Nella piazza vengono spesso organizzati la rievocazione della secessione della plebe del 494 a.C. e un concerto in memoria del cantautore Rino Gaetano.